# Villa Domínico
Villa Domínico é uma localidade do Partido de Avellaneda na Província de Buenos Aires, na Argentina. Sua população estimada em 2001 era de 58.824 habitantes.